# International Shark Attack File
Het Internationale Shark Attack File is een gegevensbestand waarin alle aanvallen van  haaien op mensen worden gedocumenteerd. 

## Geschiedenis
Het bestand begon met de registratie van aanvallen van haaien op marinepersoneel tijdens de Tweede Wereldoorlog. Het registratiesysteem werd tussen 1958 en 1968 onderhouden en betaald door het Office of Naval Research (ONR), een instituut dat valt onder het United States Department of the Navy. In die tijd ontwikkelden onderzoekers een standaardmethode voor het vastleggen van aanvallen van haaien over de hele wereld. Het bestand werd tijdelijk ondergebracht bij het Mote Marine Labatory in Florida (VS) en werd daarna overgebracht naar het Natuurhistorisch Museum van de Universiteit van Florida.  Het staat op dit moment onder leiding van de leden van de American Elasmobranch Society een wetenschappelijke vereniging die zich bezighoudt met de bestudering van haaien. Het bestand bevat informatie over meer dan 4000 aanvallen door haaien, met gedetailleerde, vaak vertrouwelijke informatie zoals autopsieverslagen met scans en foto's. Het bestand is alleen toegankelijk voor wetenschappers, die pas toegang krijgen na toestemming van een speciale commissie van toezicht.